# Foxe Channel
Het Foxe Channel is een Arctische zeestraat in de regio Qikiqtaaluk in Nunavut in Canada. Het scheidt het Foxebekken in het noorden van de Hudsonbaai en de Straat Hudson in het zuiden. In het westen en zuidwesten ligt Southamptoneiland, in het oosten Baffineiland en verder naar het noordwesten ligt het Melville-schiereiland.
Via de Foxe Channel stroomt een deel van de uitstroom van de Noordelijke IJszee naar de Hudsonbaai en naar de Straat Hudson.

## Geschiedenis
De zeestraat ontleent zijn naam aan de Engelse ontdekkingsreiziger Luke Foxe die het in 1631 bereikte.

## Flora en fauna
De zeestraat ligt in de overgang tussen de mariene ecoregio Hudson Complex.